# Dumnoryks

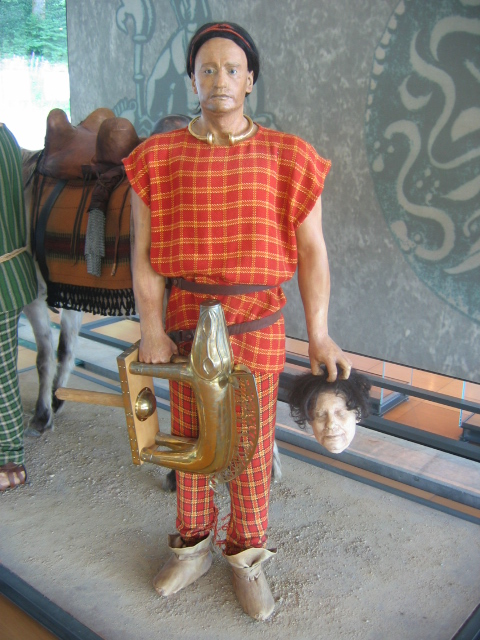
Wódz Eduów Dumnoryks, Muzeum Cywilizacji Celtyckiej

Dumnoryks (zm. 54 p.n.e.) – wódz Eduów podczas wojny galijskiej. Wystąpił przeciwko Cezarowi w początkowej fazie podboju Galii. W 54 p.n.e. został pokonany przez Cezara, który darował mu życie na prośbę brata Dumnoryksa – Dywicjaka, przyjaciela Rzymian. Cezar zatrzymał go przy sobie w celu zapobieżeniu możliwym rozruchom w Galii.
Zginął podczas próby ucieczki z niewoli.